# Jászapáti vasútállomás
Jászapáti vasútállomás egy Jász-Nagykun-Szolnok vármegyei vasútállomás Jászapáti településen, a helyi önkormányzat üzemeltetésében. A város belterületének keleti szélén helyezkedik el, közúti elérését a 31-es főútból kiágazó 32 328-as számú mellékút teszi lehetővé.

## Vasútvonalak
Az állomást az alábbi vasútvonalak érintik:
- Vámosgyörk–Újszász-vasútvonal

## Kapcsolódó állomások
A vasútállomáshoz az alábbi állomások vannak a legközelebb:
- Jászdózsa megállóhely (Vámosgyörk–Újszász-vasútvonal)
- Jászkisér vasútállomás (Vámosgyörk–Újszász-vasútvonal)

## Forgalom
| Járat        | Útvonal | Gyakoriság   |
| ------------ | --- | ------------ |
| személyvonat | Vámosgyörk – Jászárokszállás – Jászdózsa – Jászapáti – Jászkisér – Jászkisér felső – Szellőhát – Jászladány – Szászberek – Újszász – Zagyvarékas – Abonyi út – Szolnok | 2-3 óránként |